# 缨丽鱼属
纓麗魚屬，是條鰭魚綱䲁形目麗魚科下的一個屬。

## 分類
本屬屬於褶唇麗魚亞科，目前被認可的種如下：
- 連纓麗魚 Thysochromis annectens
- 安索氏纓麗魚 Thysochromis ansorgii